# Zeferino Alexandre Martins
Zeferino Alexandre Martins (* 1955 in Mocuba, Provinz Zambezia) ist ein mosambikanischer Politiker.

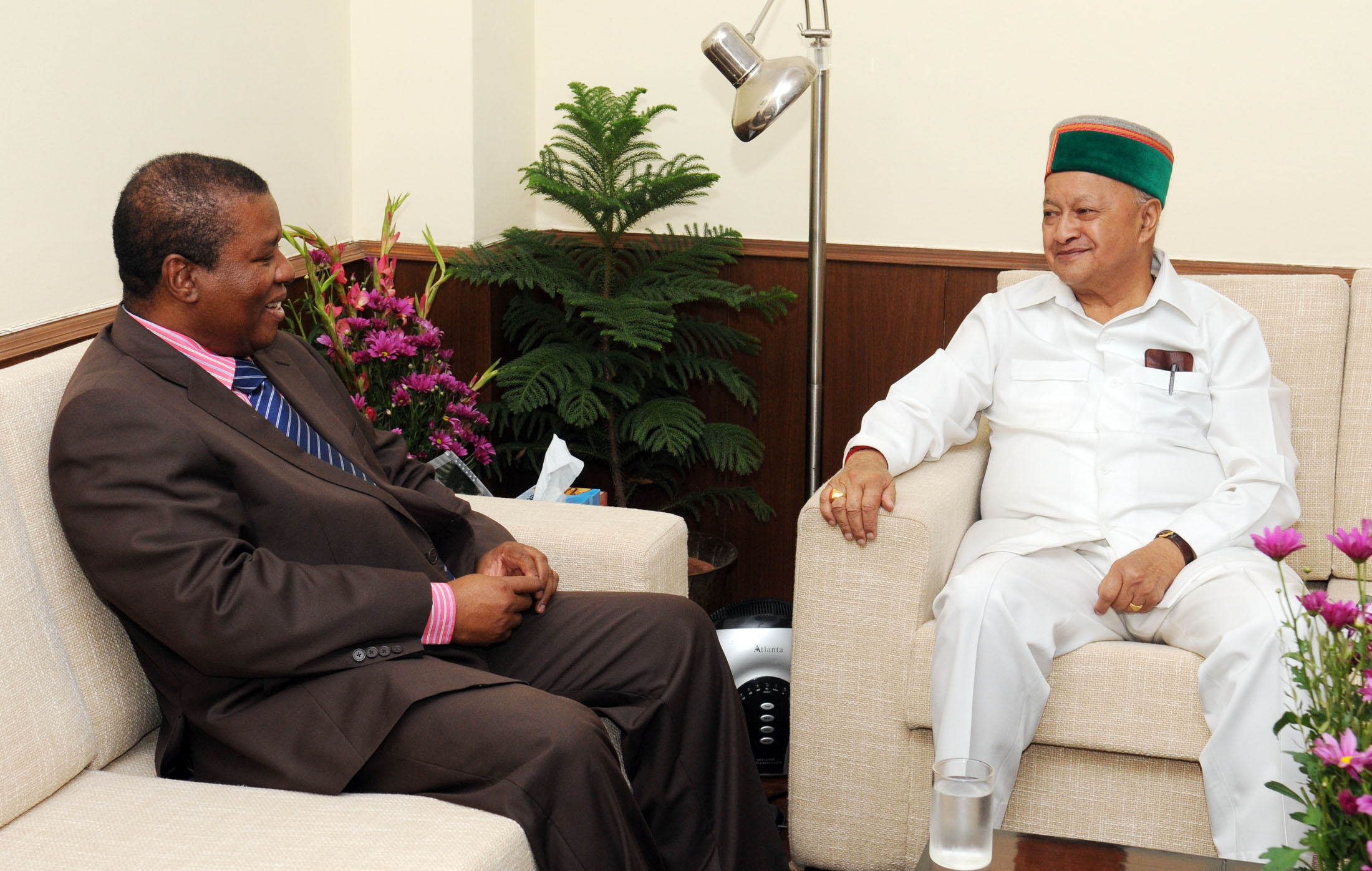
Bildungsminister Zeferino Alexandre Martins (links) zu Besuch bei Indiens Staatsminister Virbhadra Singh (rechts), am 14. Juli 2011

## Leben
Martins wurde in der damaligen portugiesischen Kolonie Mosambik geboren und arbeitete nach der Unabhängigkeit des Landes (1975) als Lehrer. Später wurde er Direktor des Instituto Nacional para o Desenvolvimento do Ensino (portugiesisch für: „Nationales Institut zur Entwicklung des Bildungssystems“) und Leiter der Grundschulbildung Mosambiks (Director Nacional do Ensino Básico).
2000 war er stellvertretender Bildungsminister seines Landes, dann ging er zur Gemeinschaft der Portugiesischsprachigen Länder (CPLP) nach Lissabon, als stellvertretender Generalsekretär. Als der amtierende CPLP-Generalsekretär João Augusto de Médicis bei einem Autounfall am 14. April 2004 in Rom starb, übernahm Martins übergangsweise die Aufgabe in vollem Umfang.
Er blieb auf dem Posten bis zur 5. Konferenz der Staats- und Regierungschefs der CPLP in São Tomé am 26. Juli 2004. Mit der Wahl Luís de Matos Monteiro da Fonsecas zum neuen Generalsekretär endete dort sein Interims-Mandat.
Er kehrte nach Mosambik zurück und wurde zum Bildungsminister berufen, wo er u. a. die Ausstattung mosambikanischer Schulen mit Solarenergie begann.